# Todor Živkov
Todor Hristov Živkov (bolgarsko Toдор Xpиcтoв Живков), bolgarski politik in diktator, * 7. september 1911, Pravec, † 5. avgust 1998, Sofija, Bolgarija.
Od leta 1954 do 1989 je Živkov vodil Socialistično republiko Bolgarijo kot generalni sekretar Komunistične partije Bolgarije. Bil je drugi voditelj z najdaljšim časem v vzhodnem bloku po Yumjaagiinu Tsedenbalu, vodji z najdaljšim časom v Varšavskem paktu in nekraljevem vladarju z najdaljšim časem v bolgarski zgodovini.
Leta 1954 je postal prvi sekretar Bolgarske komunistične partije (BCP) (generalni sekretar od aprila 1981), bil je predsednik vlade od 1962 do 1971 in od 1971 dalje kot predsednik državnega sveta, hkrati pa je bil tudi prvi sekretar. Na teh položajih je ostal 35 let, do leta 1989, s čimer je postal drugi najdaljši voditelj katere koli države evropskega vzhodnega bloka po drugi svetovni vojni in eden najdlje vladajočih nekraljevskih voditeljev v sodobni zgodovini. Njegova vladavina je za Bolgarijo pomenila obdobje politične in gospodarske stabilnosti brez primere, zaznamovano s popolno podredbo Bolgarije Sovjetski zvezi in željo po razširitvi odnosov z Zahodom. Njegova vladavina je ostala nesporna vse do poslabšanja odnosov med vzhodom in zahodom v 80. letih dvajsetega stoletja, ko so stagnirajoča gospodarska situacija, slabša mednarodna podoba ter naraščajoča kariera in korupcija v BCP oslabili njegov politični položaj. Pod pritiskom visokih članov BCP je Živkov odstopil 10. novembra 1989, ker ni hotel priznati težav in se soočiti z javnimi protesti. V mesecu dni po Živkovem odstopu se je komunistična oblast v Bolgariji končala in v enem letu je Ljudska republika Bolgarija uradno prenehala obstajati. 

## Zgodnje življenje in zgodnja kariera
Todor Živkov se je rodil 7. septembra 1911 v revni kmečki družini v Pravetsu. Kot mladenič se je preselil v Sofijo, da bi poiskal delo ter bil sprejet na srednjo grafično in tipografsko šolo. Za marksizem se je začel zanimati, ko se je pridružil Bolgarski komunistični mladinski ligi. Leta 1930 se je pridružil komsomolu, mladinski organizaciji Bolgarske komunistične partije (BCP). Ko se je Bolgarija med drugo svetovno vojno združila z silami osi, je bil Živkov v odporu in je sodeloval pri napadih na nemške čete v revoluciji 9. septembra 1944. Monarhijo je leta 1946 zamenjal socialistični režim, tj. Ljudska republika Bolgarija in PCB Georgija Dimitrova je postala edina prevladujoča sila.
Šteje se, da je imel pomembno vlogo pri odpravljanju politične opozicije iz policijskega štaba Sofije, imenovane "Ljudska milica" pod njegovim poveljstvom. Šest mesecev pozneje, leta 1945, se je pridružil Centralnemu komiteju PCB. Takrat je podpiral prosovjetsko vlado v državi in bil prepričan zagovornik stalinizma, kar mu je omogočilo, da je bil v Bolgarski komunistični partiji povišan. Pravzaprav je sodeloval pri zaslišanju Traicha Kostova, zgodovinskega članu partije in pripadniku nacionalističnega krila, na njegovem sojenju za izdajo leta 1949.
Leta 1951 se je Živkov pridružil politbiroju, ki ga je vodil stalinist Vulko Chervénkov.

## Voditelj Bolgarije
Stalinova smrt leta 1953 je povzročila spremembe v bolgarskem komunizmu. Naslednje leto je Živkov prevzel mesto vodje generalnega sekretarja PCB, medtem ko je bil Chervénkov odstavljen, vendar je ostal predsednik vlade. Takrat so to razlagali kot potezo Chervénkova, da ostane na oblasti, saj je bil Živkov v partiji malo znana osebnost. Sedem tednov po tem, ko je Nikita Hruščov leta 1956 opravil svoj "tajni govor", v katerem je obsodil Stalinove zločine, je bolgarski centralni komite odobril novo hruščovsko vladno linijo. Tako je odstavil svojega predhodnika in imenoval novega premierja Antona Jugova, člana vladne zveze, Bolgarske varnostne službe (Darzhavna Sigurnost).
Živkov je bil vedno zvest moskovskim postulatom, najprej s Hruščovim in pozneje z Leonidom Brežnjevom, za kar je bil 31. maja 1977 odlikovan kot heroj Sovjetske zveze. 
Potem, ko je Živkov prevzel nadzor nad vsemi bolgarskimi organi oblasti, je 19. novembra 1962 združil mesto generalnega sekretarja z vodjo vlade ter s tem postal voditelj Bolgarije. Pred tem pa je pod obtožbami izdaje izgnal Antona Yúgova. Na ta način je monopoliziral politični in vladni nadzor. Ta serija ukrepov je motivirala visoke vojaške častnike in partizanske voditelje, kot je general Ivan Todorov-Gorunia, ki so nasprotovali revizionistični politiki, da organizirajo državni udar za vzpostavitev socialističnega režima, ki je bil bližje maoističnim tezam. Kmalu zatem, 12. aprila 1965, je potekal proces, na katerem je bila večina obsojenih. Če bi se to zgodilo, bi bil to prvi državni udar v zgodovini v komunistični državi. 
S sprejetjem nove ustave leta 1971 se je njegova oblast utrdila s predsedstvom državnega sveta, novoustanovljeni položaj nad vodjo vlade pa je bil prepuščen Stanku Todorovu. Čeprav je vedno ostal zvest moskovskim postulatom, je Živkov na gospodarskem področju razvil liberalnejša stališča in dovolil plašne tržne reforme. Država se je v šestdesetih letih 20. stoletja lotila preoblikovanja iz agrarnega v industrijsko, kar je posledično motiviralo. Obsežni urbanizacijski načrt, v osemdesetih letih dvajsetega stoletja pa so bili odobreni novi ukrepi za izboljšanje gospodarstva, z mešano srečo.
Tako kot drugi voditelji socialističnih držav, je Živkov svoj rojstni kraj Pravets spremenil v vzorčno mesto. Poleg tega, da ga je povezal s prestolnico prek štiripasovne avtoceste, je hišo, v kateri se je rodil, spremenil v muzej. Ustanovil je tovarno bolgarskih računalnikov Pravetz, ki je postala prvi osebni računalnik v državi.

### Kršitve človekovih pravic
V času Živkovega vladanja so bila nesoglasja ostro kaznovana. Bolgarska tajna služba CSS je služila kot strahotno orodje nadzora. Leta 1978 je agent CSS-ja v Londonu umoril bolgarskega disidenta Georgija Markova, katerega je zabodel v hrbet s konico dežnika, na katerem je bil vsajen zelo majhno kroglico ricina. Nekdanji generala KGB-ja Olega Kalugina je ugotovil, da je Markovo usmritev zahteval Živkov, pravi morilec pa je bil Francesco Gullino, ki delal za CSS. Blaga Dimitrova je bila ostro obsojena in aretirana zaradi kritične upodobitve partijskih funkcionarjev v njenem romanu Litse iz leta 1982. Na stotine drugih nasprotnikov je pa bilo pod Živkovo diktaturo zaprtih v razna koncentracijska taborišča za prisilno delo. 

### Odstop
V zadnjih letih njegovega vladanja je Živkov začel kampanjo za prisilno asimilacijo turške manjšine. Demonstracije te skupnosti proti tem ukrepom so bile ostro zatirane, povzročile so celo smrtne žrtve, po ocenah pa je državo na silo zapustilo okrog 300.000 Turkov. Druga težava je bila kritika pomanjkanja kontinuitete njenih gospodarskih in političnih reform, ki je prihajala tako iz zahodnih držav kot od njene tradicionalne zaveznice, ZSSR. Živkov je pozval k perestrojki, da bi jih poskušala zatreti. Vendar ni užival simpatij sovjetskega predsednika Mihaila Gorbačova in to dejstvo je skupaj s slabitvijo socialističnih režimov v poznih osemdesetih letih dvajsetega stoletja pomenilo začetek konca njegovega političnega delovanja.
Živkov je dvakrat zagotovil svojo brezhibno ponovno izvolitev za vodjo predsedstva in ni okleval, da bi prenehal kot član odbora na katerem koli položaju, ki se je predstavljal kot politična in celo generacijska alternativa. Vodja zunanjega ministrstva Petar Mladenov je organiziral srečanje Organizacije za varnost in sodelovanje v Evropi in povabil člane okoljske organizacije Ecoglasnost, ki jih režim šteje za disidente. Zaradi velike politične represije proti njenim članom v dneh, ki so sledili, sta premiera Georgija Atanasova in Mladenova prepričala obrambnega ministra in predsednika bližnjega človeka Dobrija Džurova prosila, da odide.
9. novembra 1989, dan pred sejo Politbiroja, je Dzhurov zasebno prosil Živkova, naj odstopi s predsedniškega mesta, in ga še obvestil, da bo večina izvršnega odbora glasovala za njegov odstop. In kljub temu, da je Živkov to poskušal preprečiti, ni imel časa zbrati podpore in 10. novembra 1989, en dan po padcu berlinskega zidu, je Živkov, po 35 letih vodenja države, odstopil s položaja voditelja države. Prav tako se mu je PCB zahvalil za "zasebne storitve" 35 let, ki je bil na čelu formacije. Zamenjal ga je Petar Mladenov, ki je 11. decembra napovedal, da bodo svobodne volitve razpisane pred junijem naslednjega leta.
Čeprav njegov odstop ni pomenil konca komunizma v Bolgariji, je bil to prelomnica za prehod v demokratično državo, v skladu s preostalo vzhodno Evropo po padcu berlinskega zidu. Dva dni po padcu berlinskega zidu in volilne napovedi, sta bila Živkov in njegov sin izključena iz bolgarske komunistične partije in vsa pretekla priznanja so jima bila odvzeta. 

## Kazensko sojenje
Po njegovem padcu z oblasti je nova vladavina Živkova januarja 1990 pripeljala na pet ločenih sodišč – sojenje od št. 1 do št. 5 v Republiki Bolgariji, vsako s svojo obtožnico. Obtožnica št. 1 se je nanašala na 'proces oživitve', obtožnica 2 ga je obtožila prekoračitve pooblastil pri "financiranju mednarodnega komunističnega gibanja", obtožnica 3 je njega in 21 drugih obtožila dajanja visoko tveganih posojil državam v razvoju, obtožnica 4 ga je obtožila oddajanja stanovanj in avtomobilov v skupni vrednosti okoli 24 milijonov dolarjev (v dolarjih iz leta 1990) pripadnikom varnostnih sil in obtožnica 5 ga je obtožila vpletenosti v dejavnosti v koncentracijskih taboriščih in kršitvah človekovih pravic. Prvi štirje so bili takoj privedeni pred sodišče, medtem ko je bila obtožnica 5 pred sodiščem vložena pozneje. 
Živkov je izjavil, da je nedolžen po vseh točkah vseh obtožb, a je bil takrat spoznan za krivega po eni od štirih obtožb, obtožnici 4, nato pa je bil obsojen na sedem let zaporne kazni. Zavrnil je sodbo sodišča in se nanjo pritožil. Pritožbeno sodišče je v prvotni sodbi ugotovilo "nenavadnosti" in se odločilo, da jo potrdi, vendar mu je kazen znižalo za samo 1 leto in 6 mesecev. Kmalu se je njegovo zdravstveno stanje poslabšalo, zaradi česar je bila njegova kazen spremenjena v hišni pripor.
Predsednik sodišča je izjavil, da se lahko, če je Živkov še vedno nezadovoljen s svojo sodbo, pritoži le na takratnega predsednika Željuja Želeva za pomilostitev. Živkov je odločno zavrnil prošnjo za pomilostitev in izjavil, da tudi če jo bo prejel, je ne bo sprejel, saj je menil, da se pomilostitev daje le tistim, ki so krivci, in se ni počutil za krivega. 
8. junija 1993 je bil na podlagi obtožnice 5 spoznan za nedolžnega. 
Leta 1994 je stopila v veljavo njegova kazen v sojenju 4, vendar je bila zaradi njegovega slabega zdravja nadomeščena s hišnim priporom. 
Živkov je še naprej zatrjeval svojo nedolžnost in 15. septembra 1995 se je vrhovno sodišče Bolgarije strinjalo z zaslišanjem njegovega tožbenega razloga in ponovno preučilo njegovo sodbo. Živkov je zagrozil, da bo šel na Evropsko sodišče za človekove pravice, če ne bo spoznan za nedolžnega, in obtožil bolgarska sodišča, da sprejemajo politična naročila.
Generalni tožilec Evtim Stoimenov je izjavil, da je bilo tožilstvo "pod močnim pritiskom", da bi ugotovilo, da je Živkov nečesa kriv, in da dokument iz leta 1971 dokazuje njegovo nedolžnost v zvezi z obtožnico 4. Kasneje je odstopil s položaja in ga je zamenjal sodnik Martin Gunev.
Bolgarsko vrhovno sodišče je 9. februarja 1996 priznalo Živkova za nekdanjega vodjo države in odločilo, da tožilstvo ni predložilo dokazov za Živkovo krivdo, razveljavilo sodbo po obtožnici 4 in ga razglasilo za nedolžnega po vseh obtožbah. Vendar pa je bil Živkov vseeno odgovoren za kršitve človekovih pravic. 

## Poznejše življenje in smrt
Živkov je bil zaradi dobrega vedenja predčasno izpuščen iz hišnega pripora, pozneje pa je bil izpuščen iz pripora drugih sojenj, saj je v zadnjih letih svojega življenja pogosto dajal intervjuje tujim novinarjem in pisal svoje spomine.
Njegova vloga je bila v prvih demokratičnih letih Bolgarije potisnjena v ostracizem, a poslabšanje gospodarstva je pripomoglo k temu, da so se ga spomnili nekateri nostalgiki po komunistični dobi in celo po njegovi nekdanji politični formaciji. Dejansko je Živkova leta 1998 Bolgarska socialistična stranka (demokratična naslednica PCB) ponovno sprejela v svoje vrste kot priznanje.
Todor Živkov je umrl 5. avgusta 1998 v Sofiji, zaradi pljučnice, v starosti 86 let. Po njegovi smrti so bili opuščeni vsi poskusi tožilstva, da bi zavrnjene zadeve ponovno uvedli. Pokopali so ga na mednarodnem pokopališču v Sofiji.